# Minetest
Luanti (раніше Minetest) — це кросплатформенна відеогра-пісочниця з вільним відкритим кодом та система для створення ігор з акцентом на воксельну графіку. Вона написана переважно на C++ і використовує рушій Irrlicht Engine. Luanti надає користувачам API для написання власних ігор та модів на мові програмування Lua.
За десять років активного розвитку рушій Luanti отримав схвальні відгуки критиків і набув популярності: з листопада 2013 року Luanti завантажили понад 1,4 мільйона разів з GitHub, а версія Luanti для Android має понад 500 000 завантажень у магазині Google Play.

## Minetest Game
Початково Luanti не має початкових встановлених ігор, однак існує можливість встановити офіційну гру від розробників рушія — Minetest Game — воксельна гра від першого лиця в жанрі «пісочниця». Ігровий світ складається з простих кубів, так званими «вузлами». Різні куби (відтепер: блоки) являють собою матеріали, такі як ґрунт, камінь, пісок, гравій і т. д. Основний процес полягає в розміщенні та видаленні блоків. Гравець може плавно переміщатися по світу і взаємодіяти із світом за допомогою інструментів. Існують такі інструменти, як кайло, мотика, лопата, сокира, відро та викрутка, а за допомогою модифікацій можливо додати ще більше видів. За допомогою кайла можна копати тверді блоки, лопатою — сипучі, сокирою рубати дерево, відром збирати воду чи лаву, викруткою повертати блоки. Використовуючи всі ці інструменти можна ефективно взаємодіяти зі світом.

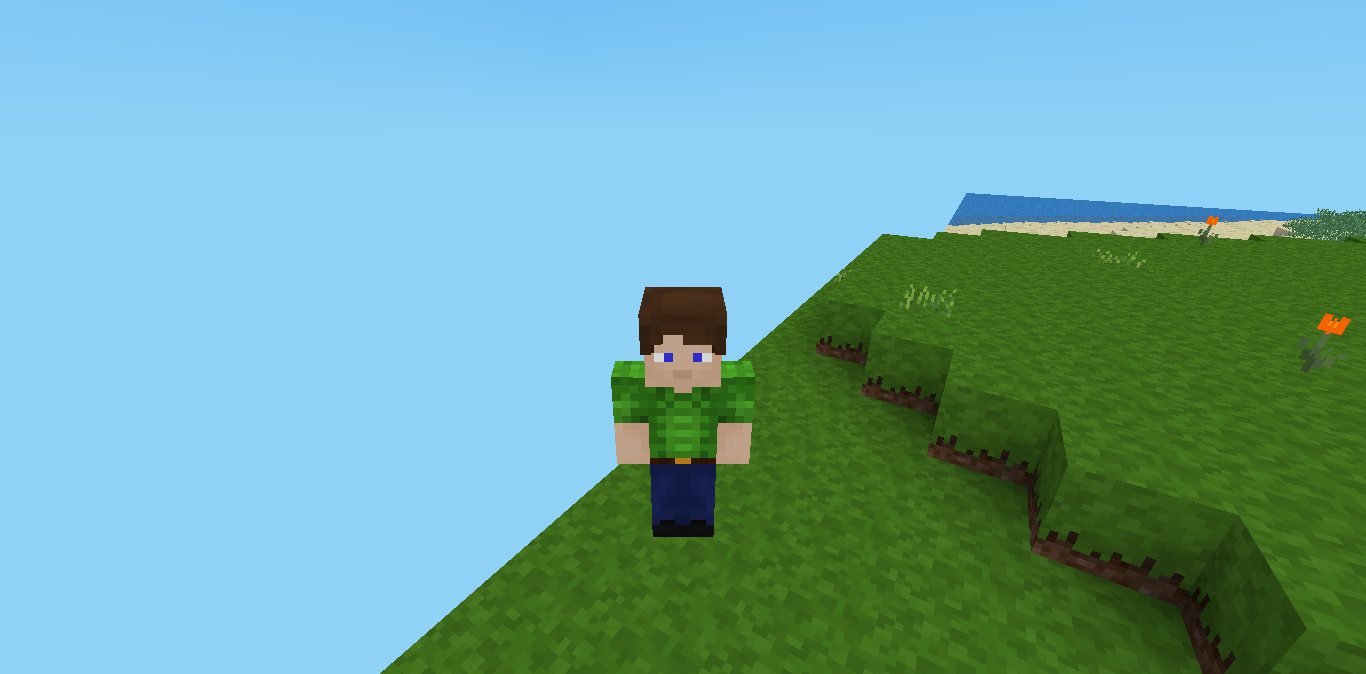
Межі світу Minetest

Ігровий світ є кубом зі сторонами довжиною 31000 блоків. При телепортації на межі світу, провантаження територій припиняється, а пересування гравця обмежене невидимою стіною.
В грі присутні різноманітні біоми (природні зони). Офіційно існують такі біоми:
- Луги. Вони мають велику кількість блоків трави, на яких ростуть квіти та кущі (включно з кущами чорниці). Підземелля зроблене з каменю, в якому спавняться (генеруються) руди.
- Густі листяні ліси. У помірних зонах утворюються листяні ліси, де ростуть яблуні та осики. Як і в інших лісах, тут можна знайти колоди повалених дерев. Листяні ліси часто межують з навколишніми луками.
- Хвойні ліси. Ростуть у більш холодних районах і відрізняються унікальною травою. Вони наповнені густою рослинністю з папороті та сосен, які бувають двох різних форм: з «квадратними» кронами та «загостреними». Між густою папороттю зрідка зустрічаються гриби. Зустрічаються і повалені соснові колоди (на яких іноді можна зустріти червоний гриб). Подібним біомом є тайга.
- Екваторіальні ліси (або джунглі) складаються з великих дерев джунглів, які густо ростуть разом. Трава джунглів і дерева джунглів із листям джунглів нерестяться тут природним шляхом. На повалених колодах джунглів коричневі гриби можуть з'являтися рідко.
- Савана. Вона населена великою кількістю саванної трави та випадковими деревами акації, кущами акації та диким бавовником. Також чимало повалених колод акацій.
- Пустелі. Містять велику кількість пустельного піску. Підземелля складається з пустельного каменю, а також в підземеллі можна знайти груди піску. Кактуси та сухі чагарники ростуть природно на всій пустелі. Кактуси мають дві різні форми — рівна, та крива.

## ContentDB
ContentDB - офіційний сайт, для публікації модифікацій, текстурпаків та ігор для Luanti. На сайті присутня системок оцінок та відгуків, а весь зміст розсортований за категоріями. Приклади змісту доступного до завантаження:
- Glitch, гра від Wuzzy. Досліджуйте систему, збирайте електрони, щоб розблокувати нові сектори, вивчайте нові здібності, щоб стати могутнішими, і, можливо, ви знайдете шлях до свого справжнього призначення.

- Mesecons, мод від Jeija. Мод, що реалізує чисельні механічні елементи, зокрема дроти, кнопки, світло та програмовані контролери. Крім того у моді присутні поршні, сонячні батареї, натискні пластини та нотні блоки.
- Soothing 32, текстурпак від Zughy.

Також зараєструвавшись ви можете опублікувати свій власний текстурпак/гру/модифікацію.

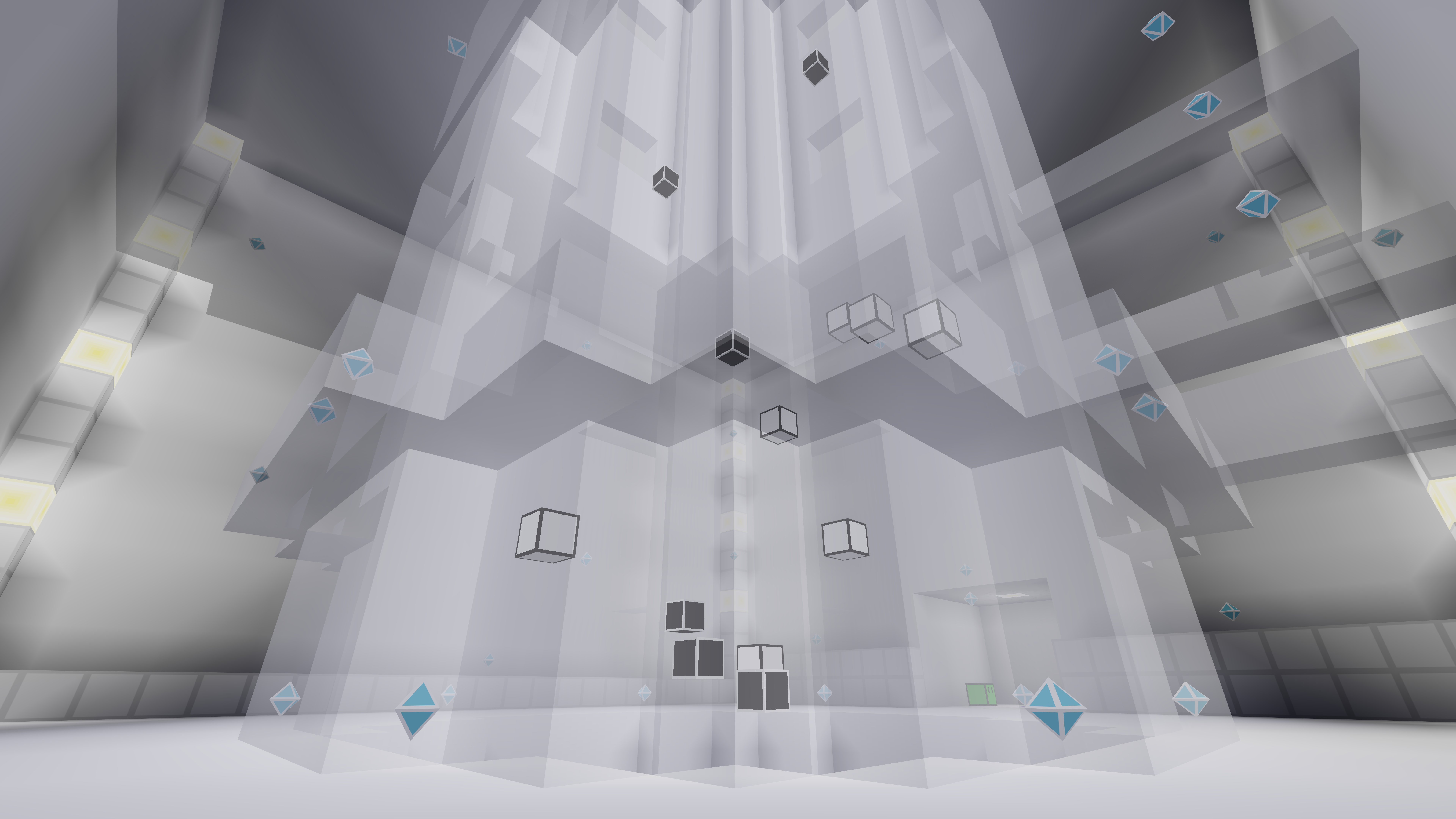
Гра Glitch

## Luanti API
Luanti API — рушій для створення різноманітних ігор, текстурпаків та модифікацій. Працює на мові програмування Lua і дуже простий у вивченні. За допомогою нього, можна з легкістю змінити чи додати щось у гру. За допомогою цього рушія можна створювати від простеньких текстурпаків до цілих масштабних ігор. Існує офіційний сайт, що допоможе із створенням модифікацій на Luanti API: Luanti Modding Book.